# Kjersti Annesdatter Skomsvold

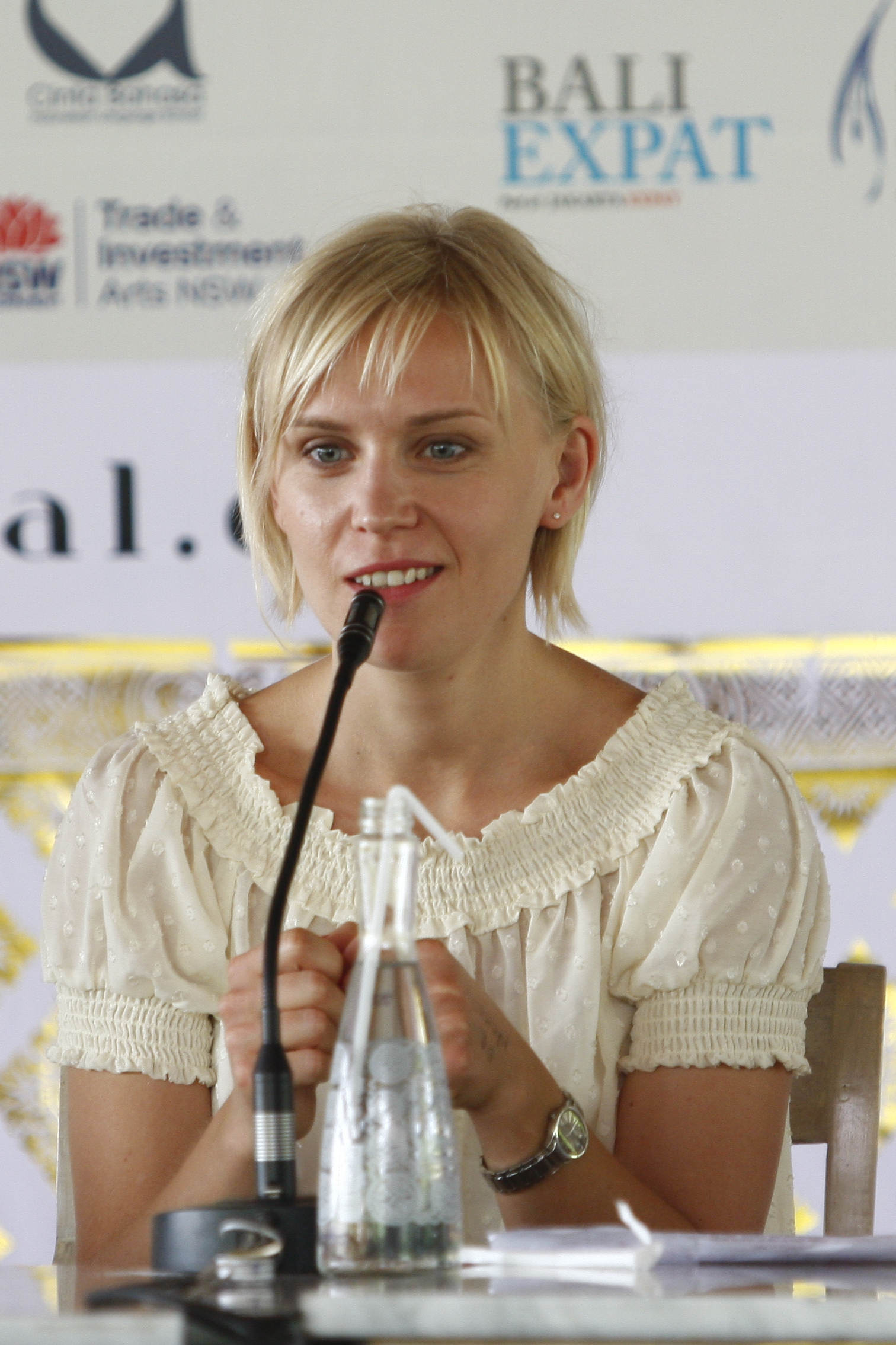
Kjersti Annesdatter Skomsvold (2012)

Kjersti Annesdatter Skomsvold (* 3. Dezember 1979 in Oslo, Norwegen) ist eine norwegische Schriftstellerin.

## Leben
Skomsvold hatte mit ihrem Debütroman Je schneller ich gehe, desto kleiner bin ich im Jahre 2009 sowohl in Norwegen als auch international großen Erfolg.

## Auszeichnungen
- 2009: Tarjei-Vesaas-Debütantenpreis
- 2015: Dobloug-Preis

## Werke
- Jo fortere jeg går, jo mindre er jeg, Roman. Forlaget Oktober, Oslo 2009, ISBN 978-82-495-0753-5.
  - Je schneller ich gehe, desto kleiner bin ich, übersetzt von Ursel Allenstein. Hoffmann und Campe, Hamburg 2011, ISBN 978-3-455-40094-6.[1]
- Monstermenneske, Autofiktion. Forlaget Oktober, Oslo 2012, ISBN 978-82-495-1057-3.
- Litt trist matematikk, Gedichte. Forlaget Oktober, Oslo 2013, ISBN 978-82-495-1307-9.
- 33, Roman. Forlaget Oktober, Oslo 2014, ISBN 978-82-495-1404-5.
  - 33, übersetzt von Ursel Allenstein. Hoffmann und Campe, Hamburg 2015, ISBN 978-3-455-40543-9.
- Meg, meg, meg, Kinderbuch. Aschehoug, Oslo 2015, ISBN 978-82-0325878-7.
- Barnet, Roman. Forlaget Oktober, Oslo 2018, ISBN 978-82-495-1976-7.
  - Meine Gedanken stehen unter einem Baum und sehen in die Krone, übersetzt von Ursel Allenstein. Hoffmann und Campe, Hamburg 2019, ISBN 978-3-455-00610-0.